# Gilles (Eure-et-Loir)
Gilles ist eine französische Gemeinde mit 503 Einwohnern (Stand: 1. Januar 2022) im Département Eure-et-Loir in der Region Centre-Val de Loire; sie gehört zum Arrondissement Dreux und zum Kanton Anet. Die Einwohner werden Gillois genannt.

## Geographie
Gilles liegt etwa 55 Kilometer nördlich von Chartres und etwa 57 Kilometer westnordwestlich von Paris. Umgeben wird Gilles von den Nachbargemeinden Neauphlette im Norden und Nordosten, Longnes im Osen und Nordosten, Mondreville im Osten, Le Mesnil-Simon im Süden und Südwesten, La Chaussée-d’Ivry im Südwesten sowie Guainville im Westen und Nordwesten.

## Bevölkerungsentwicklung
| Jahr                      | 1962 | 1968 | 1975 | 1982 | 1990 | 1999 | 2006 | 2013 |
| ------------------------- | ---- | ---- | ---- | ---- | ---- | ---- | ---- | ---- |
| Einwohner                 | 227  | 256  | 307  | 319  | 445  | 540  | 569  | 545  |
| Quelle: Cassini und INSEE |      |      |      |      |      |      |      |      |

## Sehenswürdigkeiten

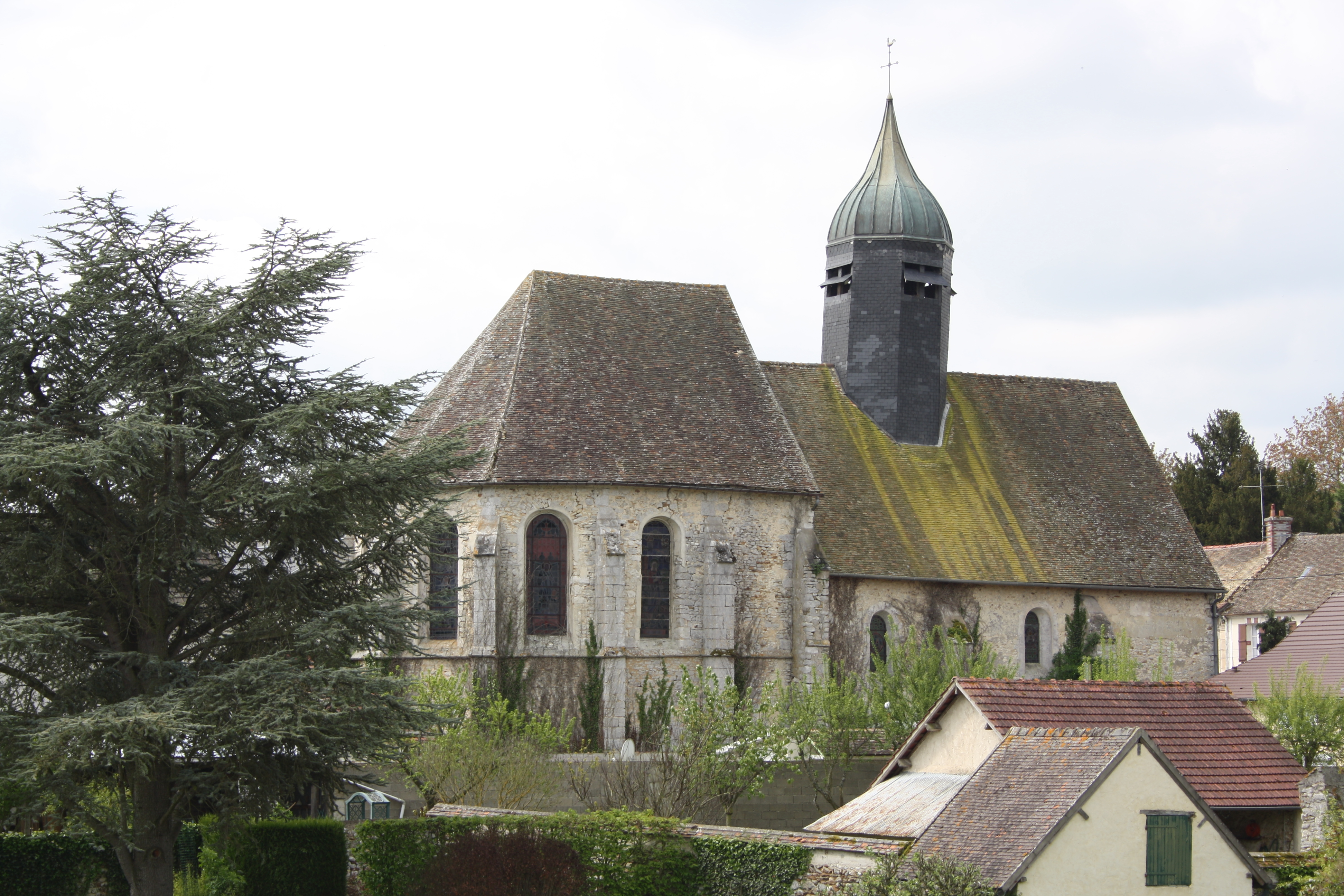
Kirche Saint-Aignan
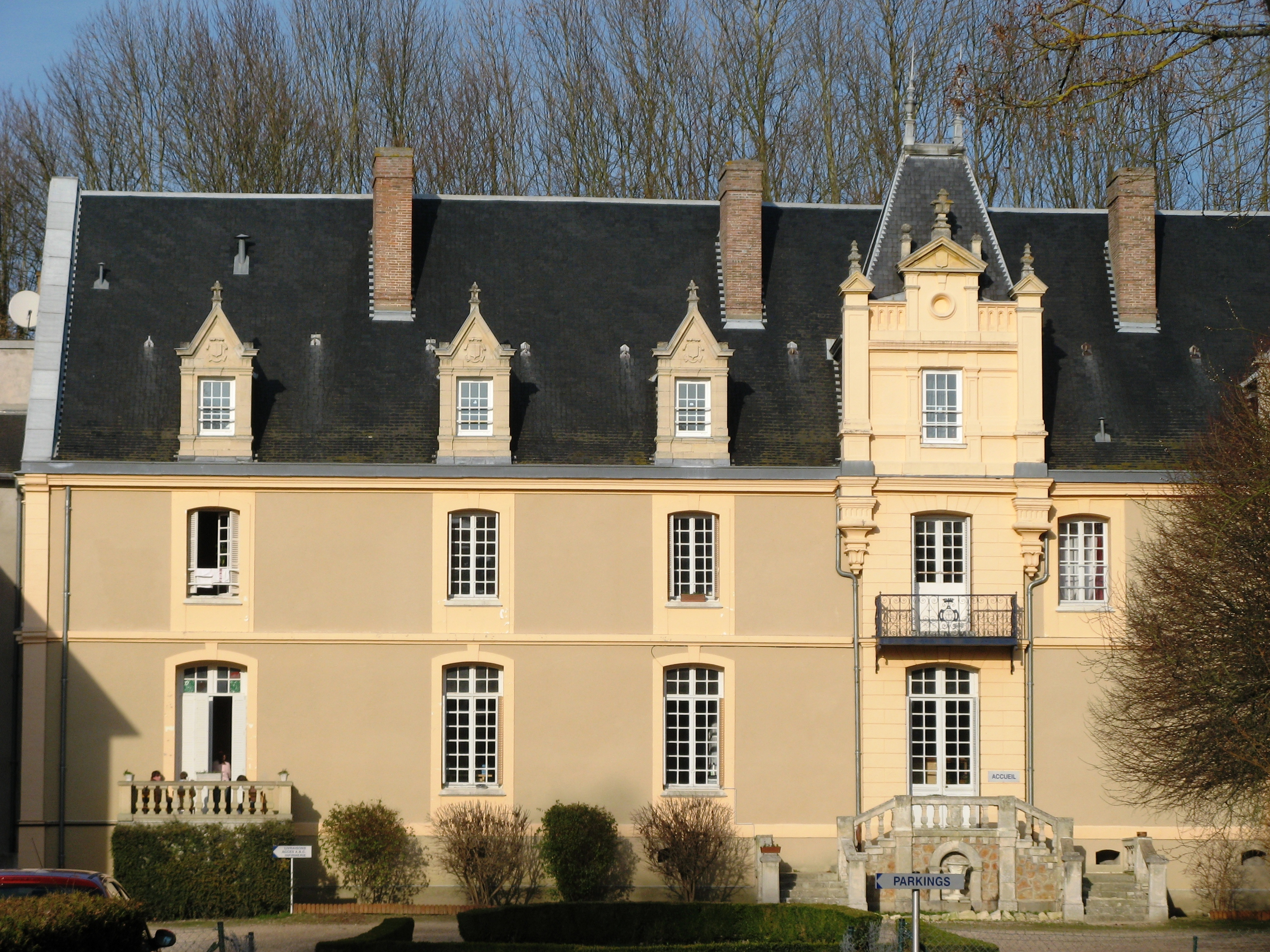
Schloss Vitray

- Kirche Saint-Aignan
- Schloss Vitray